# ダニー＝ロベール・デュフール
ダニー＝ロベール・デュフール（Dany-Robert Dufour）はフランスの哲学者。パリ第８大学の教育学教授。国際哲学コレージュの研究長。
定期的に外国、とくにブラジル、コロンビア、メキシコで教鞭をとっている。また、定期的に芸術活動（文学、音楽、演劇）に協力している。彼の研究は、主に記号プロセスに関するもの、そして、言語哲学と政治哲学と精神分析とを結びつけるものである。

## 思想
最初の本『Le Bégaiement des maîtres』（大家たちの口ごもり）で、構造主義の大家（クロード・レヴィ＝ストロース、バルト、バンヴェニスト、ラカン...）の教えに立ち戻り、彼らの考え出した思想が、二重構造によって物語（例えば、生のもの／焼かれたもの）や無意識の記述を説明することを目指しながら、実際は非ー二重の、いわば口ごもりのような「一つの」構造の原理に留まっていたということを示す。この逆説的論理はとりわけ、バンヴェニストの「私と言う私」の言語学、ラカンの鏡像段階の理論、あるいは物語は特有の文脈として構造化されながら発展するというレヴィ＝ストロースの説明といった、発話する主体を持ち出した説明の中に生じている。
著書2作目『Les Mystères de la trinité』（三位一体の神秘）では、別の非ー二重の論理である「三位一体」について研究している。三位一体は、主体の形成と社会的関係の形成に不可欠な第三者（他者）を仕立て上げながら、物語体系や象徴体系の中で幅を利かせている。表明と無意識のように、三位一体の論理（ナラティブな知識の中で働く）を二重論理（論証的知識の中で働く）に対立させる。この三位一体の構造は、主体が口を開くと即座に働き始める。それは、「私」は「あなた」に「彼」に関して話すので、言語のもっとも制御不能な使用において生じる。この与件は、些細なものであると同時に根本的なものであり、言語そして言うことのできるものすべてにおいて人間の状況を決定する。「私、あなた、彼」はこの自発的三位一体を形成する。それは「自然な」ものであり、言語の使用に絶対的に内在するものである。それは自己ー存在と共ー存在の形成プロセスの中に見出される。
それ以降の著作の中では、ダニー・ロベール・デュフールは、ネオテニーの概念に重きを置く。それは、多くの哲学者や思想家（プラトンから、カント、フロイト、そしてラカンへ）が、様々な名前で探っていた、誕生における人間の未完成のことである。この未完成こそが、人間に（動物とは違って）、文化によってこの自然の欠落を埋めさせようとするものである。人間が二重思考やテクノサイエンスによって人間固有の変化プロセスに関わっていないのかどうかを問うことから逃れられていない。
以降の著作の中では、ダニー・ロベール・デュフールは、ポストモダン的変化（リオタールが「大きな物語の終わり」と呼んだものであり、現代の主体が創設の物語が不在の中に置かれた状況）について問い質している。私たちは近代的主体（カント的用語の意味での「批判」的主体であり、フロイト的用語の意味での「神経症的」主体）からポストモダン的主体（非ー批判的主体、ポスト神経症的主体）へと移行したというのがデュフールの仮説である。ところで、この新しい主体（不安定ではなく、フレキシブルな主体）は、古い批判的主体よりも、商品サイクルの絶え間ない流動性にうまく適合できるという意味においてリベラリズムに相応しいものである。このため、ダニー・ロベール・デュフールは60年代のポストモダン哲学（ドゥルーズ、フーコー）を問い質す。ポストモダン哲学は、制度の批判において非常に革新的なものとして現れるが、それは、資本主義の規則の変化に適合するものとして考えられえるのではないか。その資本主義の変化とは、脱制度化が一般化するために制度的コントロールを放棄したもの、脱象徴化を奨励するようなもの、境界例が一般化するというよりもドゥルーズ的「スキゾ」あるいはフーコー的「狂気」が消失することとして現れている。 
『Le Divin Marché, la révolution culturelle libérale』（神の市場　リベラルな文化の革命）において、デュフールは、私たちが宗教から抜け出して遠くまできて、新しい征服宗教である市場に支配されているということを示そうとする。市場は、1704年にバーナード・デ・マンデヴィルによって「個人のものとなった悪徳は公共の美徳となる」という言葉で明るみにだされたように、単純ではあるが有効な増加の原理によって機能している。この奇跡は神の摂理を持ち出すことによって可能となっている（例えば、アダム・スミスによって原理として提起された有名な「神の手」）。デュフールはこの新しい宗教の暗黙の十戒を明らかにしようとする。それは禁止するものというよりは刺激するものである。第三の命令が「考えるな、消費しろ！」であるように、脱象徴化の強烈な効果を生み出すである。主体の教育と形成の観点からすると、デュフールは、リベラルの企図が、古代ギリシア・ローマから構想された教えの概念とは対立するようにして入り込んでいることを示そうとする。古典的概念は、各人に、彼らが交換の世界に入る前に、自分の情念あるいは他人の情念に従わないように自己を抑制するよう促す。したがって私たちは教育の二つの対立する概念を区別しなければならない。古典的概念においては、情念の抑制と統御を実践しなければならない。リベラルな概念においては、情念と衝動を解放しなければならない。したがってデュフールによると、この企図が圧勝するほどに、すっかり脱象徴化された衝動的世界が設定されるところに私たちが居合わせることになるのである。しかし、この世界は新しい問題を生み出す。それは、情念と衝動の抑制はもはや象徴的レベルでは機能しないということである。それはますます内側から（分子によって）と外側から（監視技術の拡大によって）身体のレベルに直接的に実践される。それは取るに足らないリベラル社会の民主主義的機能ではない。より一般的には、2008年の経済危機の始まりの前に出版されたこの本は、商品経済だけではなく他の大きな人間の経済（政治経済、象徴経済、記号的・精神的経済、そしてそれらすべてをひとまとめにする生きた経済）にとっても、リベラルの原理が大きな損害を与え得ることを記述し分析している。
最新作『La Cite perverse- libéralisme et pornographie』（背徳の都市：リベラリズムとポルノグラフィー）（2009年10月）において、ダニー・ロベール・デュフールは2008年10月に始まった経済的・金融的危機が少なくともある恩恵をもたらしたということを示そうとする。その危機は、今日における都市の機能を規定する背徳のメカニズムをさらけ出した。著者がそれを明らかにしようとするのは、より大きな新しい危機を待ち受けながら、まもなくすべてが再び前のように戻るという可能性が非常に高いからである。しかしその間に損害の大きさは隠すことなく明らかになるだろう。私たちはエゴイズム、個人的関心、自己愛、自分の第一の原理をなす世界を生きている。この原理が今後は全ての行動、「ハイパーブルジョワジー」すなわち中間階級のような非行少年群の行動を命令する。共存在と自己存在を破壊するものは、私たちを背徳の都市の中で生きるように導く。ポルノグラフィー、自己中心主義、全ての法への異議、社会的ダーウィニズムの受容、他のものの道具化。私たちの世界はサド的になっている。今後はアダム・スミスとマルキ・ド・サドの結合が称賛される。各々に衝動と欲望を抑圧させる古い道徳秩序について、それが結果がなんであれ、衝動と欲望をひけらかすよう仕向ける新しい秩序に取って代わられるということをデュフールは示す。彼は今日私たちが生きている世界を、パスカルのピューリタン的哲学とサドの淫らな哲学との間の世紀に行われてきた西洋的形而上学の逆転の結果であると分析する。サドは絶対的エゴイズムの原理のもとにある世界を見せる機会を与えた。そのために彼は人生の27年間投獄されることになり、そしてそのことは図書館という地獄の中に2世紀にわたって閉じ込められなければならなかった。デュフールは、最初は隠されており、そして20世紀になって剥き出しになった、サドの回帰の詳細を探求し、それがもたらした世界を探求する。そして（不）道徳の新しい罠の出口を求めるいくつかの方法を示そうとする。